# Aleksander Tučkin
Aleksander Arkadjevič Tučkin (rusko Александр Аркадьевич Тучкин), sovjetski (ruski) rokometaš, * 15. julij 1964, Lvov.
Leta 1988 je na poletnih olimpijskih igrah v Seulu v sestavi sovjetske rokometne reprezentance osvojil zlato olimpijsko medaljo.